# Micropeziza karstenii
Micropeziza karstenii är en svampart som beskrevs av Nannf. 1976. Enligt Catalogue of Life ingår Micropeziza karstenii i släktet Micropeziza, ordningen disksvampar, klassen Leotiomycetes, divisionen sporsäcksvampar och riket svampar, men enligt Dyntaxa är tillhörigheten istället släktet Micropeziza, familjen Dermateaceae, ordningen disksvampar, klassen Leotiomycetes, divisionen sporsäcksvampar och riket svampar. Arten är reproducerande i Sverige. Inga underarter finns listade i Catalogue of Life.